# 月光 (斉藤和義の曲)
「月光」（げっこう）は2012年5月2日にSPEEDSTAR RECORDSから発売された斉藤和義40作目のシングル。

## 解説
前作「やさしくなりたい」から半年振りのシングルで、表題曲「月光」はフジテレビ系ドラマ『家族のうた』主題歌。2曲目「メトロに乗って」は東京メトロの2012年度CMソング。3曲目「今夜、リンゴの木の下で」は映画「ポテチ」主題歌。収録曲全てにタイアップがついたシングル。
初回限定盤と通常盤の2形態で発売。初回限定盤は「やさしくなりたい (Live at 日本武道館 2012.2.11)」を含め計4曲が収録される。更にブラックＰケース仕様。初回限定盤と通常盤初回プレスには、2012年6月27日発売、日本武道館でのライブを収録したDVD 「KAZUYOSHI SAITO LIVE TOUR 2011-2012 "45 STONES" at 日本武道館 2012.2.11」 と連動のプレゼント応募券が封入されている。

## 収録曲
全作詞・作曲・編曲：斉藤和義
1. 月光（5：01）
フジテレビ系ドラマ『家族のうた』主題歌。
このドラマのために書き下ろされた。
2. メトロに乗って（5：21）
東京メトロの2012年度CMソング。
3. 今夜、リンゴの木の下で（5：24）
映画『ポテチ』の主題歌。
4. やさしくなりたい (Live at 日本武道館 2012.2.11)（5：21）
※初回限定盤のみ収録。